# Julius Aßmann
Julius Aßmann, né le 5 octobre 1868 à Poznań et assassiné en octobre 1939 probablement à Bedlno,, est un homme politique allemand.

## Biographie
Après une formation à Königsberg, il est tuteur privé dans le Mecklembourg, devient vicaire de l'Église évangélique unifiée de Pologne à Klein-Bartelsen (en), puis en 1897 curé à Bromberg,.
Membre du Parti populaire allemand, il est élu à l'Assemblée constituante de l'État libre de Prusse de 1919-1921, et conjointement à l'Assemblée nationale de Weimar de 1919-1920, l'assemblée constituante allemande qui adopte la Constitution de Weimar et fonde la république de Weimar,.
Arrêté en Pologne par les nazis début octobre 1939 durant l'invasion allemande de la Pologne, il est retrouvé abattu à Łowicz le 6 octobre. Il est l'un des anciens députés commémorés par le Mémorial en souvenir des 96 membres du Reichstag assassinés par les nazis, devant le palais du Reichstag à Berlin.